# 埃格斯托夫
埃格斯托夫（德語：Egestorf，發音：[ˈeːɡəsˌtɔʁf] ⓘ）是德国下萨克森州哈尔堡县的市镇，面积48.83平方千米，2023年12月31日人口为2,785人。